# Kloster Mala Remeta

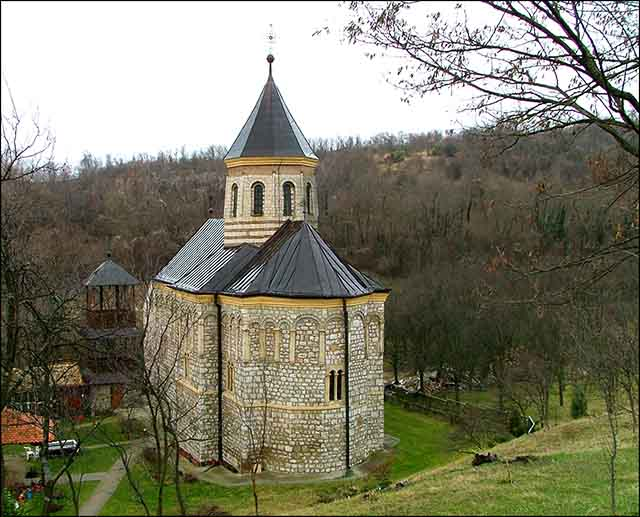
Kloster Mala Remata

Das Kloster Mala Remeta (serbisch-kyrillisch Манастир Мала Ремета) ist ein serbisch-orthodoxes Kloster in Serbien in der autonomen Provinz Vojvodina nördlich des Dorfes Mala Remeta. Es ist eines der 16 Klöster der Fruška Gora in der Region Syrmien.